# ويندي بلير
ويندي بلير (بالإنجليزية: Wendy Blair)‏ هي منتجة تلفزيونية أمريكية، ولدت في 15 سبتمبر 1938، وتوفيت في 14 أبريل 2009 بسبب سرطان.

## وصلات خارجية
- ويندي بلير على موقع IMDb (الإنجليزية)